# Małgorzata Chojnacka (Kanutin)
Małgorzata Chojnacka (* 17. Februar 1983 in Gorzów Wielkopolski, Woiwodschaft Lebus) ist eine polnische Kanurennsportlerin. Sie trainiert beim Verein KS Posen.
Ihre Spezialdisziplin sind die langen Kajak-Strecken über 500 und 1000 m, über die sie sowohl im Einer, Zweier und Vierer eingesetzt wurde.

## Karriere
Małgorzata Chojnacka war Teilnehmerin der Olympischen Spiele in Peking 2008 im Einer-Kajak (K-1), wo sie im Halbfinale ausschied.
Bei der Weltmeisterschaft 2007 in Duisburg gewann sie im Zweier (K-2) mit Ewelina Wojnarowska die Silbermedaille über 1000 m und im Vierer (K-4) Bronze über 500 m mit Monika Borowicz, Aneta Konieczna und Ewelina Wojnarowska.
Über die Distanz von 1000 m gewann sie bei den Weltmeisterschaften 2009 in Dartmouth (Kanada) im Einer (K-1) die Goldmedaille.
Ihre erste Medaille bei Europameisterschaften gewann sie mit Beata Mikołajczyk, Aneta Konieczna und Małgorzata Czajczyńska im K-4 über 500 m 2005 in Posen, wo sie Bronze erreichte. Bei den Kanurennsport-Europameisterschaften 2007 in Pontevedra gewann sie im K-2 mit Ewelyna Wojnarowska über 1000 m Silber und im K-4 mit Sandra Pawelczak, Aneta Konieczna und Ewelyna Wojnarowska Bronze, 2008 in Mailand wurde sie ebenfalls im Vierer mit Beata Mikołajczyk, Edyta Dzieniszewska und Ewelyna Wojnarowska über 1000 m Zweite. Bei den EM 2009 in Brandenburg erreichte sie im Vierer mit Marta Walczykiewicz, Ewelyna Wojnarowska und Magdalena Krukowska über 500 m die Bronzemedaille, während sie im Einer über 1000 m Vierte wurde.